# Phyllanthus buxoides
Phyllanthus buxoides là một loài thực vật có hoa trong họ Diệp hạ châu. Loài này được Guillaumin miêu tả khoa học đầu tiên năm 1929.